# 阿斯特拉太空
阿斯特拉太空（英文：Astra Space, Inc.）是一家位於加利福尼亞州阿拉米達的運載火箭公司。克里斯·坎普和亞當·倫敦（Adam London）於2016年10月成立。